# Бастеев, Иван Васильевич
Ива́н Васи́льевич Басте́ев (22 августа [3 сентября] 1896 — 29 октября 1951) — советский военачальник, в годы Великой Отечественной войны — командир 89-го стрелкового полка 23-й стрелковой дивизии 47-й армии Воронежского фронта, полковник.
Герой Советского Союза (25 октября 1943), генерал-майор (2 ноября 1944).

## Довоенная биография
Родился 8 (20) сентября 1896 года в деревне Белозерки в семье крестьянина. Русский. Окончил церковно-приходскую школу в 1909 году.
В сентябре 1915 года был призван в Русскую императорскую армию. Служил в 98-м запасном пехотном полку в Пензе. В 1917 году окончил учебную команду этого полка, зачислен младшим унтер-офицером в Усть-Двинский 179-й пехотный полк. В рядах полка воевал на Западном фронте Первой мировой войны в 45-й пехотной дивизии, был отделенным командиром и помощником командира взвода. Демобилизован в январе 1918 года. 
В Красной армии с августа 1918 года по мобилизации. До октября служил старшиной роты Пензенского стрелкового полка, затем направлен на учёбу на 2-е Московские курсы комсостава. В феврале 1919 года переведён на 1-е Харьковские курсы комсостава, в октябре 1919 - на 1-е Московские курсы комсостава. Участвовал Гражданской войне ещё во время учёбы на Харьковских командных курсах, когда в мае 1919 года сводный отряд курсантов участвовал в подавлении Григорьевского мятежа, а летом 1919 года курсанты были брошены в бой против наступавших частей армии генерала А. И. Деникина (см. Поход на Москву) и в большинстве погибли. В ноябре 1919 года окончил курсы, назначен командиром взвода на фронт против Северо-Западной армии генерала Н. Н. Юденича. С февраля 1920 года — командир взвода и командир роты 397-го пехотного полка 45-й стрелковой дивизии на Юго-Западном фронте, активно участвовал в Советско-польской войне. За отличия в боях награждён орденом Красного Знамени.
После войны продолжал служить в 45-й стрелковой дивизии: командир роты учебно-кадрового полка (Умань), командир роты 133-го стрелкового полка (Киев). С марта 1923 года командовал ротой 298-го стрелкового полка 100-й стрелковой дивизии. В 1925 году окончил Стрелково-тактические курсы усовершенствования комсостава РККА имени III Коминтерна, вернулся в тот же полк и далее командовал ротой до сентября 1926 года. С сентября 1926 года учился в Высшей военно-педагогической школе в Ленинграде, которую окончил в 1928 году. Член ВКП(б) с 1928 года. 
С октября 1928 года — преподаватель тактики в Нижегородской пехотной школы имени И. В. Сталина. В 1932 году окончил Ленинградские автобронетанковые курсы усовершенствования комсостава РККА, по окончании в мае этого года назначен преподавателем тактики Горьковского бронетанкового училища. С апреля 1933 года служил на Дальнем Востоке, командовал отдельными танковыми батальонами в Приморской группе войск Особой Краснознамённой Дальневосточной армии и в 40-й стрелковой дивизии. С апреля 1935 — начальник военно-учебной части Красноярского лесотехнического института, с ноября 1936 — военрук Сталинградского тракторного техникума, с октября 1938 — начальник штаба 19-го механизированного полка 19-й танковой дивизии Северо-Кавказского военного округа (Майкоп), затем начальник автодепо № 69 Северо-Кавказского военного округа, с 1940 — начальник автобронетанковой части Краснодарского миномётного училища. В 1941 году заочно окончил 3 курса Военной академии механизации и моторизации РККА.

## Великая Отечественная война
В первые месяцы Великой Отечественной войны продолжал готовить кадры для фронта. В ноябре 1941 года подполковник Бастеев назначен командиром 10-го отдельного дорожно-эксплуатационного полка 56-й отдельной армии. В конце ноября 1941 года армия была передана в действующую армию, участвовала в Ростовской наступательной и Донбасской оборонительной операциях Южного фронта, с июля 1942 года — в обороне Кавказа на Северо-Кавказском и Закавказском фронтах. С августа 1942 года — заместитель командира 76-й морской стрелковой бригады, на этом посту участвовал в дальнейшей обороне Кавказа, в Туапсинской оборонительной, Северо-Кавказской наступательной и Краснодарской наступательной операциях. В мае 1943 года бригада была развёрнута в 23-ю стрелковую дивизию, а полковник И. В. Бастеев назначен в этой дивизии командиром 89-го стрелкового полка. Дивизия вошла в состав 47-й армии Степного военного округа (в июле передана Воронежскому фронту) и участвовала в Курской битве и Белгородско-Харьковской наступательной операции.
Командир 89-го стрелкового полка (23-я стрелковая дивизия, 23-й стрелковый корпус, 47-я армия, Воронежский фронт) полковник Иван Бастеев проявил исключительные мужество и отвагу в битве за Днепр. В ночь с 25 на 26 сентября 1943 года его полк первым в дивизии скрытно переправился через севернее города Канев Черкасской области Украинской ССР и захватил плацдарм. Не давая противнику времени опомниться, полковник Бастеев повёл бойцов в новую атаку и до рассвета овладел укреплённой господствующей высотой. Опираясь на захваченные выгодные позиции полк упорно оборонял плацдарм, успешно отражая многочисленные атаки противника.
Указом Президиума Верховного Совета СССР от 25 октября 1943 года за образцовое выполнение боевых заданий командования на фронте борьбы с немецко-фашистскими захватчиками и проявленные при этом мужество и героизм, полковнику Бастееву Ивану Васильевичу присвоено звание Героя Советского Союза с вручением ордена Ленина и медали «Золотая Звезда» (№ 2930).
С 10 ноября 1943 года по 10 ноября 1944 года И. В. Бастеев командовал 23-й Киевско-Житомирской Краснознаменной стрелковой дивизией. Под его командованием дивизия принимала участие в Киевской наступательной и в Киевской оборонительной операциях 1943 года, в Калинковичско-Мозырской, Полесской, Белорусской, Прибалтийской наступательных операциях. В ноябре 1944 года направлен на учёбу. 

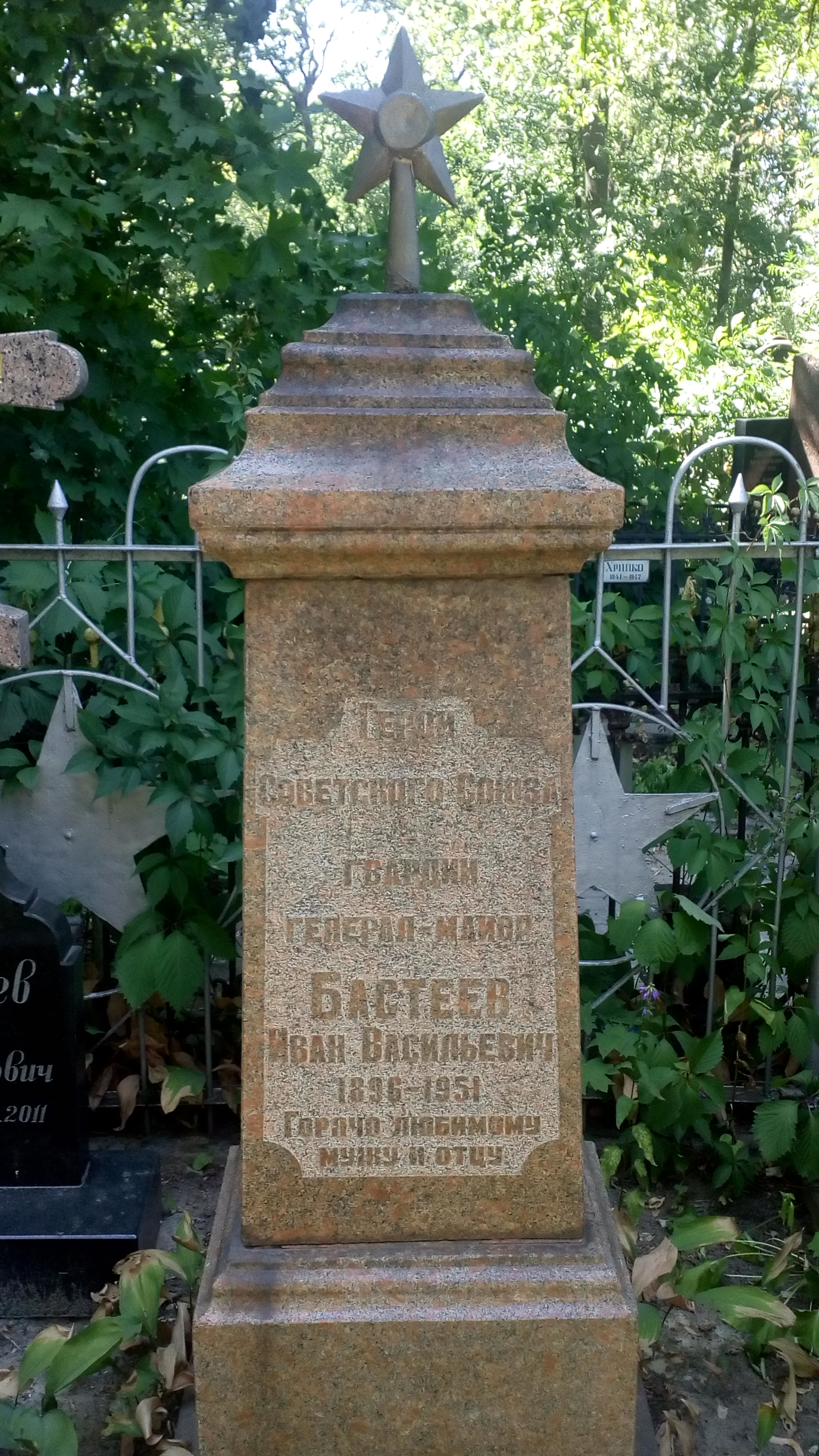
Могила Ивана Бастеева в Харькове

## Послевоенная биография
В 1945 окончил Высшую военную академию имени К. Е. Ворошилова. С августа 1945 года — начальник кафедры общей тактики и спецродов войск Военно-педагогического института, с июля 1946 — начальник кафедры тактики Высшей офицерской школы ПВО (Харьков), с октября 1946 — начальник кафедры общей тактики Военной академии артиллерийской радиолокации. С июня 1947 года — начальник штаба Управления Советской военной администрации провинции Бранденбург (Германия). С ноября 1948 года — начальник штаба Управления военных комендатур советского сектора Берлина, с ноября 1949 года исполнял должность коменданта советского сектора оккупации Берлина. С февраля 1950 года — заместитель командира 29-го гвардейского стрелкового корпуса в Группе советских оккупационных войск в Германии. С апреля 1951 года генерал-майор И. В. Бастеев — в отставке по болезни.
Скончался 29 октября 1951 года. Похоронен на втором городском кладбище Харькова (Украина).

## Награды
- Медаль «Золотая Звезда» Героя Советского Союза (25.10.1943, № 2930)
- Два ордена Ленина (25.10.1943, 21.02.1945)
- Три ордена Красного Знамени (1921, 3.11.1944, ...)
- Орден Суворова II степени (23.08.1944)
- Медали, в том числе:
  - Медаль «За оборону Кавказа»
  - Медаль «За победу над Германией в Великой Отечественной войне 1941—1945 гг.»

## Память
- Бюст Героя установлен на площади Победы в городе Каменка.
- Мемориальная доска установлена на доме в Харькове (улица Мироносицкая, 95), в котором жил И. В. Бастеев.